# بیلیبیلی
بیلیبیلی (站) شرکت فناوری اطلاعات هنگ کنگی است، که در سال ۲۰۱۰ تأسیس شد.